# Wim Engel
Wilhelmus Joannes Hendricus (Wim) Engel (Tilburg, 9 oktober 1917 – Amsterdam, 23 november 1979) was een Nederlandse voetballer. De rechtsvoor speelde 256 wedstrijden voor Willem II (1935 – 1950), waarin hij 141 doelpunten maakte. Hij won in het seizoen 1943/44 de KNVB beker met de Tilburgse club. Willem II won de finale tegen Groene Ster met 9–2. Engel nam 3 doelpunten voor zijn rekening.
Hij kwam uit voor het Nederlands B-voetbalelftal, het Bondselftal, het Zuidelijkelftal en het Tilburgselftal.
Engel stond bekend om zijn ongewone capriolen op het veld. Het leverde hem de bijnaam 'de zotte Engel' op. Willem II benoemde hem na zijn voetballoopbaan tot 'lid van verdienste'.
Na zijn actieve voetbalcarrière was Engel trainer van onder meer S.V. Hilvaria, in de jaren 60. Onder zijn leiding steeg de club van de vijfde naar de derde klasse. Ook trainde hij De Graafschap.

## Trivia
Paul Vet vertelt over hem op de website van De Graafschap: "Engel was zo fanatiek, dat hij op zaterdagavond bij de spelers langs ging om te controleren of ze wel op tijd naar bed gingen. Ik herinner me, dat hij op een zaterdagavond bij ons thuis aanbelde. Ik lag in bed en mijn vader deed open. Engel vroeg hem of ik al in bed lag. Met het bevestigende antwoord van mijn vader nam hij geen genoegen. 'Dat wil ik dan zelf zien', zei hij. En echt waar, even later stond hij bij mij in de slaapkamer".

## Erelijst
Willem II
| Nationaal  |    |         |
| KNVB beker | 1x | 1943/44 |